# Reinold von Thadden

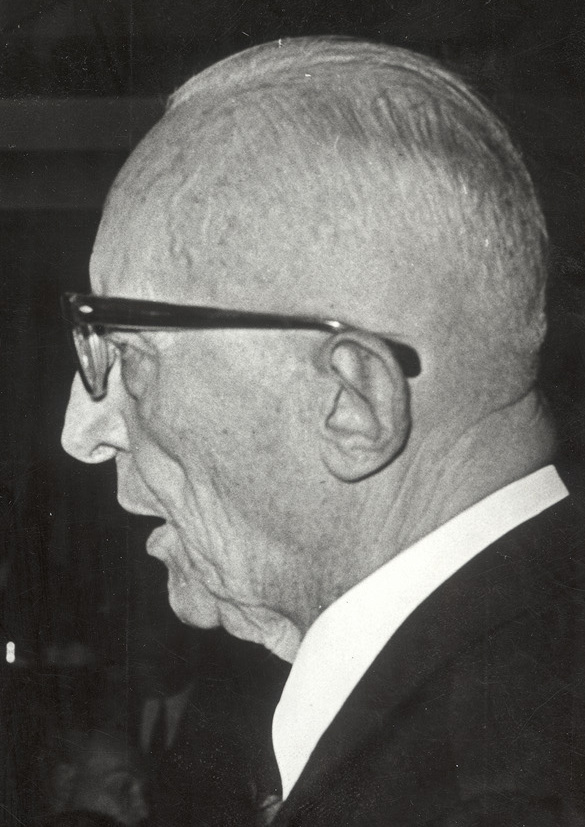
Reinold von Thadden beim Deutschen Evangelischen Kirchentag 1965

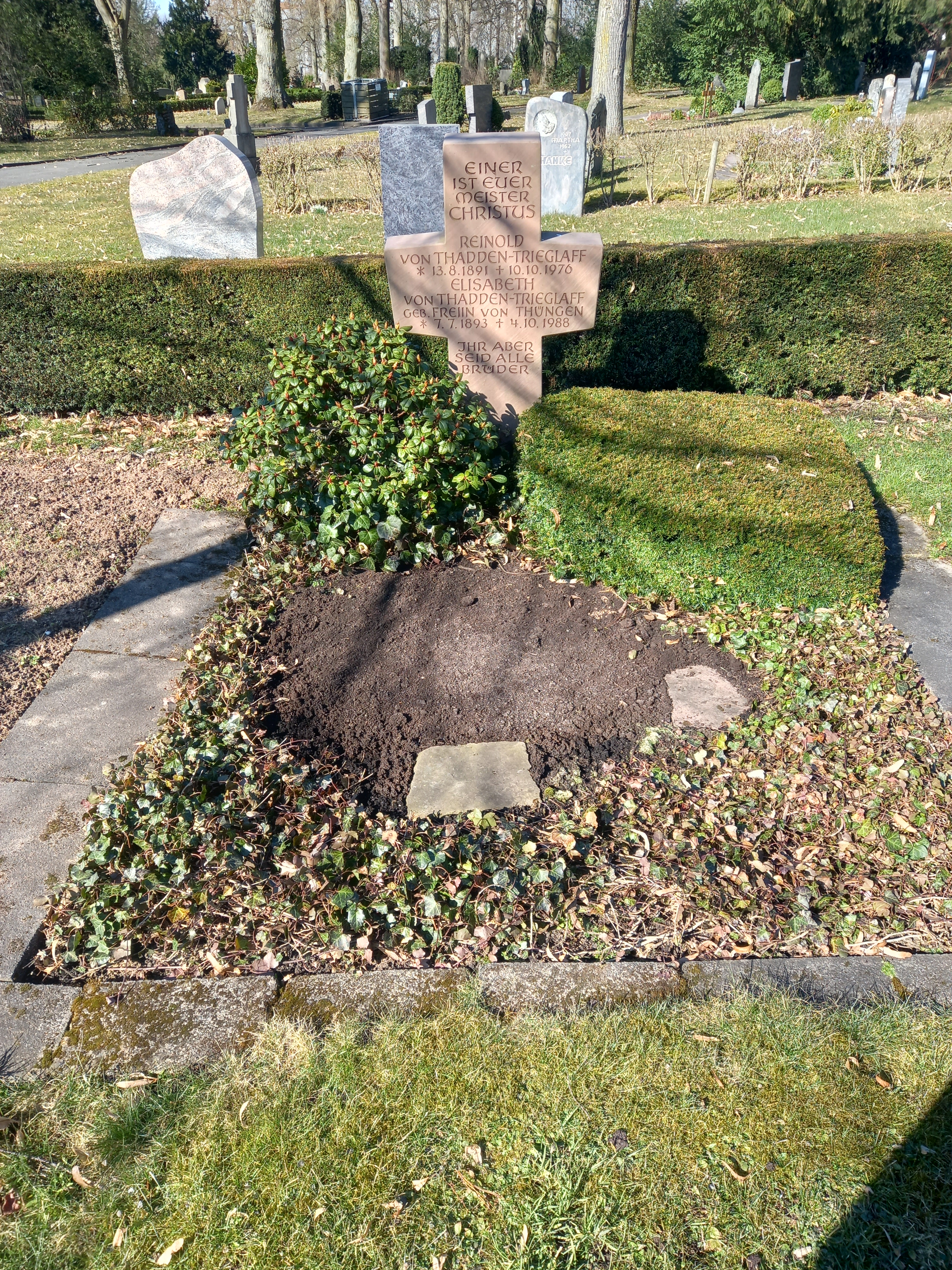
Das Grab von Reinold von Thadden und seiner Ehefrau Elisabeth geborene Freiin von Thüngen auf dem Zentralfriedhof Fulda

Reinold Leopold Adolf Ludwig von Thadden (auch von Thadden-Trieglaff genannt; * 13. August 1891 in Mohrungen, Ostpreußen; † 10. Oktober 1976 in Fulda, Hessen) war ein deutscher Jurist, Politiker, Mitglied der Bekennenden Kirche und Gründer des Deutschen Evangelischen Kirchentages und dessen erster Präsident.

## Familie
Reinold von Thadden entstammte dem alten pommerschen Adelsgeschlecht von Thadden und war ein Sohn des mehrfachen Gutsbesitzers Adolf von Thadden (1858–1932), königlich preußischer Landrat des Kreises Greifenberg, Mitglied des pommerschen Provinziallandtags und Vorsitzender des Verbands pommerscher Landkreise, und dessen erster Ehefrau Ehrengard von Gerlach (1868–1909).
Thadden heiratete am 19. Januar 1921 in Brückenau (Unterfranken, Bayern) Elisabeth Freiin von Thüngen (* 7. Juli 1893 in Bamberg; † 4. Oktober 1988 in Gersfeld), die Tochter des bayerischen Kämmerers und Oberst Rudolf Freiherr von Thüngen, Gutsherr auf Heilsberg bei Zeitlofs, und der Elisabeth Prinzessin zu Ysenburg und Büdingen in Büdingen.
Aus der Ehe gingen fünf Söhne und eine Tochter hervor: Ernst Dietrich von Thadden (1922–1942), Leopold von Thadden (1923–1943), Franz-Lorenz von Thadden (1924–1979), Elisabeth Ehrengard von Thadden (1926–1926), Bogislav von Thadden (1927–1945) und der Historiker Rudolf von Thadden (1932–2015). Die drei in der Zeit des Zweiten Weltkriegs gestorbenen Söhne fielen im Kriegsdienst.
Seine ein Jahr ältere Schwester Elisabeth von Thadden wurde 1944 als Widerstandskämpferin vom Volksgerichtshof zum Tode verurteilt; sie wurde im September 1944 hingerichtet. Seine Enkelin, die Journalistin Elisabeth von Thadden (* 1961), ist seit 2009 Mitglied im Präsidium des Deutschen Evangelischen Kirchentages.
Sein Halbbruder Adolf von Thadden (1921–1996) war 1967–1971 Vorsitzender der NPD.

## Leben
Thadden machte 1909 sein Abitur auf der Brandenburger Ritterakademie. Er studierte an den Universitäten Paris, Leipzig, München und Greifswald Staats- und Rechtswissenschaften. 1920 wurde er mit einer Dissertation zum Thema Völkerrecht und Völkerbund. Eine Studie zur Rechtsnatur zwischenstaatlicher Beziehungen in Greifswald zum Dr. iur. promoviert. Nach seinem Studium übernahm er die Leitung der Familiengüter Trieglaff und Gruchow in Pommern. Mit dem 1. Großherzoglich Mecklenburgischen Dragoner-Regiment Nr. 17 hatte er zuvor als Soldat am Ersten Weltkrieg teilgenommen, zuletzt als Leutnant der Reserve und als Ordonnanzoffizier.
Thadden war während der Zeit der Weimarer Republik Mitglied der DNVP. Im März 1933 wurde er in den Preußischen Landtag gewählt, der noch im gleichen Jahr aufgelöst wurde.
Von 1932 bis 1944 war er Mitglied der Preußischen Generalsynode, nach 1933 schloss er sich der Bekennenden Kirche an. Im Mai 1934 wurde er zum Präses der oppositionellen Bekenntnissynode in Stettin gewählt und gehörte im gleichen Jahr zu den Unterzeichnern der Barmer Theologischen Erklärung, die sich von den regierungshörigen Deutschen Christen distanzierte, und gehörte zum kirchlichen Widerstand gegen den Nationalsozialismus. Er war Mitglied des Bruderrates der evangelischen Kirche der Altpreußischen Union, Mitglied des Rates der Evangelischen Kirche in Deutschland und des Provinzialbruderrates Pommern.
1937 gehörte er zu denen, die Die Erklärung der 96 evangelischen Kirchenführer gegen Alfred Rosenberg wegen dessen Schrift Protestantische Rompilger unterzeichneten. 1937 und 1946 war er Vizepräsident des Christlichen Studenten-Weltbundes. 1940 zur Wehrmacht einberufen, war Thadden 1942 bis 1944 als Major Wehrkreiskommandeur in der belgischen Stadt Löwen. Dort setzte er sich mehrfach erfolgreich, auch gegen Pläne der SS, für die Zivilbevölkerung ein. An die Ostfront versetzt, geriet er kurz vor Kriegsende in sowjetische Gefangenschaft und wurde in einem Zwangsarbeitslager am Eismeer interniert. In dieser Zeit entwickelte er die Vision eines Evangelischen Kirchentages. Im Dezember 1945 kam er frei.
Zurück in Deutschland, arbeitete er für den Weltkirchenrat, in dessen Auftrag er u. a. 1947 deutsche Kriegsgefangene in Belgien besuchte. Dabei kam es auch zu einem Besuch der Stadt Löwen, die ihn mit einem festlichen Empfang ehrte.
Aus der evangelischen Woche in Frankfurt 1948 wuchs die Vorbereitung zum ersten Deutschen Evangelischen Kirchentag, der 1949 in Hannover unter dem Motto Kirche in Bewegung stattfand. Thadden wurde zu seinem Präsidenten gewählt und hatte diese Stellung bis 1964 inne. Danach behielt er bis zu seinem Tode die Ehrenpräsidentschaft dieses alle zwei Jahre stattfindenden Treffens evangelischer Christen.
Thadden wurde von mehreren Universitäten (unter anderem Kiel, Aberdeen, Chicago und Paris) mit Ehrendoktorwürden ausgezeichnet. Ferner war er Ehrenkommendator des Johanniterordens.